# Alchemilla lovenii
Alchemilla lovenii é uma espécie de rosácea do gênero Alchemilla, pertencente à família Rosaceae.